# The Count's Will
The Count's Will è un cortometraggio muto del 1913. Il nome del regista non viene riportato nei credit.

## Trama
Il conte Heinrich von Baum, dopo una vita dissipata, si innamora di Lillian Calvin. Ma quando il medico lo avverte che gli resta poco tempo da vivere, von Baum decide di fare almeno una buona azione nella sua vita: riunisce la donna che ama con il suo ex fidanzato, Tom Hayden e li lascia eredi di tutti i suoi averi.

## Produzione
Il film fu prodotto dalla Patheplay (Pathé Frères).

## Distribuzione
Distribuito dalla General Film Company, il film - un cortometraggio in una bobina - uscì nelle sale cinematografiche USA il 26 aprile 1913.